# Yakari (còmic)
Yakari és una sèrie de Còmic francobelga, destinada al públic jove, escrita pel suís francòfon Job i il·lustrada per Derib (també suís francòfon), creada el 12 de desembre de 1969 a la revista setmanal romanda Le Crapaud à Lunettes.
Els setze primers àlbums van ser traduïts al català des de 1979 per l'Editorial Joventut, els quatre primers per Olga Fuentes, Jordi Jané del cinquè al desè i Albert Jané els sis darrers. Norma Editorial, va publicar la sèrie en català, en format de tom doble.

## Univers

### Sinopsi
Yakari és un jove indi sioux lakota. Té la particularitat d'entendre i parlar la llengua dels animals, do conferit pel seu amic i Tòtem, Gran Àliga. Les seves aventures el van portar a conèixer tota una sèrie d'animals d'Amèrica del Nord. El seu millor amic és un cavall anomenat "Fill-de-Tro". Té dos amics, Llavor de Bisó i Arc Iris. Aquesta sèrie, que té per vocació l'estima de la natura, reuneix nombroses espècies amenaçades notablement per l'ésser humà. L'ecologia és un tema recurrent de l'obra.

### Personatges principals

#### Amerindis
- Yakari : aquest nen Sioux lakota,[3] l'edat del qual no es coneix, és el personatge principal de la sèrie. El seu tòtem, Gran Àliga, li va donar el do de parlar amb tots els animals.
- Arc Iris (Arc-en-Ciel): aquesta nena Sioux és la millor amiga humana de Yakari. Coneix el seu do.
- Llavor de Bisó (Graine-de-Bison) : nen, amic de Yakari. Somnia convertir-se en un gran caçador.
- Cérvol Lent (a la traducció d'Editorial Juventud) o Poca Empenta (a la traducció de Norma) (Élan-lent): personatge poc ràpid que coneix la dansa per fer ploure.
- Roca Ferma (Roc-tranquille): vell savi de la tribu.
- Ull passat per aigua (a Juventud) o Ull de Bombolla (a Norma) (Oeil-de-bouillon): dorm tot el temps i fuma la pipa.

#### Animals
Animals de la tribu
- Fill-de-Tro (a la traducció d'Editorial Juventud) o Fill del Tro (a la traducció de Norma) (Petit Tonnerre): poni de raça mustang, és la montura i l'amic inseparable de Yakari des del seu primer àlbum. És blanc i negre amb una crinera i una cua groga.

Animals tòtem i esperits
- Gran Àliga (Grand Aigle): aquest pigarg americà és el tòtem de Yakari.
- Nannabós (Nanabozo): lepòrid, tòtem d'Arc Iris.

Animals salvatges
- Doble Dent (Double-Dent): castor, artista.
- Til·leta (a Juventud) o Tell (a Norma) (Tilleul): jove castor.
- Roser Salvatge (Rosier-Sauvage): castor mare de Til·leta/ Tell.
- Mil Crits (a Juventud) o Morro Fort (a Norma) (Mille-Gueules): castor, cap.
- Mur de Fusta (Digue-de-Bois): castor, savi del clan.

## Publicació

### Àlbums
La sèrie "Yakari" es va publicar per primera vegada en un breu interval el 1973 per tres editors segons el país: 24 heures a Suïssa, Rossel a Bèlgica i Dargaud a França. El mateix per al volum 2. La sèrie es publica a continuació a la col·lecció normale de Casterman de 1977 a 1998. Encara en la seva col·lecció normale, finalment es continua per part de Le Lombard a 1999.
- 1. Yakari (març de 1973)
- 2. Yakari et le Bison blanc (novembre de 1976)
- 3 Yakari chez les castors (1977)
- 4. Yakari et Nanabozo (1978)
- 5. Yakari et le grizzly (1979)
- 6. Le secret de Petit Tonnerre (1981)
- 7. Yakari et l'étranger (1982)
- 8. Au pays des loups (1983)
- 9. Les Prisonniers de l'Île (1983)
- 10. Le Grand terrier (1984)
- 11. Yakari et la toison blanche (1985)
- 12. Yakari et le coyote (1986)
- 13. Les Seigneurs des plaines (1987)
- 14. Le Vol des corbeaux (1988)
- 15. La Rivière de l'oubli (1989)
- 16. Le Premier galop (1990)
- 17. Le Monstre du lac (1991)
- 18. L'Oiseau de neige (1992)
- 19. La Barrière de feu (1993)
- 20. Le Diable des bois (1994)
- 21. Le Souffleur de nuages (1995)
- 22. La Fureur du ciel (1996)
- 23. Yakari et les cornes fourchues (1997)
- 24. Yakari et l'ours fantôme (1998)
- 25. Le Mystère de la falaise (1999)
- 26. La Vengeance du carcajou (2000)
- 27. Yakari et Longues-Oreilles (2001)
- 28. Le Chêne qui parlait (2002)
- 29. Le Réveil du géant (2003)
- 30 Le Marcheur de nuit (2004)
- 31. Yakari et les appaloosas (2005)
- 32. Les Griffes de L'Ours (2006)
- 33. Le Marais de la peur (2007)
- 34. Le retour du lapin magicien/Revoilà Nanabozo (2008)
- 35. L'Escapade de l'ourson (2009)
- 36. Le Lézard de l'ombre (22 abril 2011)
- 37. Le Mangeur d'étoiles (26 octubre 2012)
- 38. Yakari et la tueuse des mers (14 març 2014)
- 39. Le Jour du silence (14 octubre 2016)

### Àlbums publicats en català

#### Editorial Joventut
- 1. Yakari (1979)
- 2 Yakari i el bisó blanc (1979)
- 3 Yakari i els castors (1980)
- 4 Yakari i Nannabós (1980)
- 5 Yakari i el grizzly (1981)
- 6 Yakari i el secret de fill del tro (1981)
- 7 Yakari i el foraster (1984)
- 8 Yakari al país dels llops (1984)
- 9 Els presoners de l'illa (1988)
- 10 La gran lludrigera (1988)
- 11 Yakari i el velló blanc (1989)
- 12 Yakari i el coiot (1990)
- 13 Els senyors de la praderia (1991)
- 14 El vol dels corbs (1992)
- 15 El riu de l'oblit (1992)
- 16 El primer galop (1993)

#### Norma Editorial
- 1. Yakari i Gran Àliga · Yakari i el Bisó Blanc
- 2. Yakari i els Castors · Yakari i Nannabós
- 3. Yakari i el Grizzly · El secret de Fill del Tro
- 4. Yakari i l'estranger · Yakari al país dels llops
- 5. Els presoners de l'illa · El gran cau
- 6. Yakari i la cabra blanca · Yakari i el coiot
- 7. El senyor de les planes · El vol dels corbs
- 8. El riu de l'oblit · El primer galop
- 9. El monstre del llac · L'ocell de neu
- 10. La barrera de foc · El diable dels boscos
- 11. El bufador de núvols · El furor del cel
- 12. Les banyes ramificades · L'os fantasma
- 13. El misteri del penya-segat · La venjança del golut
- 14. L'orelles llargues · El roure que parlava
- 15. El despertar del gegant · El caminant de nit
- 16. Yakari i els Appaloosa · Les urpes de l'os
- 17. Els pantans de la por · El retorn del conill màgic